# Charles Emil Ramel
Charles Emil Ramel, född den 15 maj 1851 på Övedskloster, Öveds socken, Malmöhus län, död den 11 januari 1920 i Helsingborg, var en svensk friherre och diplomat. Han var halvbror till Otto Ramel, måg till Carl Ekström och svärfar till Gustaf Lewenhaupt.

## Biografi
Ramel avlade mogenhetsexamen i Lund 1871 och blev samma år student vid Lunds universitet, där han avlade juridisk preliminärexamen 1872 och examen till rättegångsverken 1875. Han blev extra ordinarie amanuens i Finansdepartementet sistnämnda år, attaché i Berlin samma år och i Paris 1877, tillförordnad andre sekreterare i Utrikesdepartementet samma år, ordinarie 1878, tillförordnad legationssekreterare i Madrid samma år, legationssekreterare i Sankt Petersburg 1884, legationssekreterare i Köpenhamn 1887 och legationsråd i London 1898. Ramel var envoyé extraordinaire och ministre plénipotentiaire i Konstantinopel 1905–1906. Han blev riddare av Nordstjärneorden 1891, kommendör av andra klassen av Vasaorden 1904 och kommendör av första klassen av Nordstjärneorden 1906.